# Nekrolog 1760
Nekrolog
◄◄
| ◄
| 1756
| 1757
| 1758
| 1759
| 1760 | 1761 | 1762 | 1763 | 1764 | ► | ►►
Weitere Ereignisse | Allgemeiner Nekrolog 1760
Die Beschreibung der verstorbenen Person sollte so kurz wie möglich gehalten sein und nur deren signifikante Tätigkeit(en) enthalten.
Neue Namen ggf. auch unter dem Geburts- und Sterbedatum, also etwa unter 1. Januar und im Geburts- und Sterbejahr (2024) eintragen (nur bei entsprechender großer Wichtigkeit). Für Beispiele siehe die schon vorhandenen Artikel.
Außerdem über die fünf zuletzt Verstorbenen, zu denen es einen ausreichend guten Artikel für eine Präsentation auf der Hauptseite gibt, nach der todesbedingten Überarbeitung der Artikel ggf. auch unter Wikipedia Diskussion:Hauptseite informieren und sie am besten auch in den anderen Wikipedia-Sprachversionen eintragen. Tipp: Regelmäßig bei news.google.de nach „ist tot“, „gestorben“ oder „verstorben“ suchen.
Wenn eine Person gestorben ist, gibt es viele Seiten zu dieser Person in der Wikipedia, die davon auch betroffen sind und entsprechend aktualisiert werden müssen. Beispiele: Namenübersichtsseite, Geburtsjahr, Geburtsort-Seiten und viele mehr.
Wie finde ich die betroffenen Seiten?
Im Suchfeld auf der linken Seite gibt man den Suchbegriff so ein: „Vorname Nachname“. Dann klickt man auf Volltext und alle Seiten mit entsprechendem Suchtext werden aufgerufen. Hier sieht man dann schnell, wo auch das Todesjahr Sinn macht oder sogar ein Teil des Artikels angepasst werden muss. Auch hilft das „Werkzeug“ auf der linken Seite sehr gut, um solche Seiten aufzufinden: „Links auf diese Seite“. Somit ist die Wikipedia wieder aktuell in allen Bereichen! Hinweis: bei Eintragung der Kategorie „Gestorben JAHR“ wird der Missbrauchsfilter 49 ausgelöst, was jedoch nicht schlimm ist. Siehe: Spezial:Missbrauchsfilter/49
Dies ist eine Liste von im Jahr 1760 verstorbenen bekannten Persönlichkeiten. Die Einträge erfolgen innerhalb der einzelnen Daten alphabetisch sortiert. Tiere sind im Nekrolog für Tiere zu finden.

## Januar
| Tag        | Name                                   | Beruf, bekannt als                                                 | Alter | Beleg |
| ---------- | -------------------------------------- | ------------------------------------------------------------------ | ----- | ----- |
| 3. Januar  | Carl Georg August von Oppel            | Geheimer Rat, Gouverneur der Grafschaft Mömpelgard                 | 34    |       |
| 4. Januar  | Johann Jakob Späth                     | deutscher Orgelbauer                                               |       |       |
| 5. Januar  | Reinhold Rücker Angerstein             | schwedischer Metallurg, Beamter und Unternehmer                    | 41    |       |
| 6. Januar  | Dominicus van der Smissen              | deutscher Maler                                                    | 55    |       |
| 7. Januar  | Johann Christian Simon                 | deutscher Architekt                                                | 72    |       |
| 10. Januar | David Clément                          | deutscher Pfarrer und Bibliograph                                  | 58    |       |
| 10. Januar | Kyrillos VI. Tanas                     | Unierter Patriarch der Melkitisch Griechisch-katholischen Kirche   |       |       |
| 10. Januar | Felix Anton Scheffler                  | deutscher Maler des Barock und des Rokoko                          | 58    |       |
| 12. Januar | George Clarke                          | Gouverneur der englischen Kolonie New York                         |       |       |
| 12. Januar | Johann Ludewig                         | deutscher gelehrter Bauer                                          | 44    |       |
| 15. Januar | Michael Engler der Jüngere             | deutscher Orgelbauer in Schlesien                                  | 71    |       |
| 17. Januar | Johann George von Einsiedel            | sächsischer Hofbeamter                                             | 67    |       |
| 18. Januar | Claudio Casciolini                     | italienischer Komponist                                            | 62    |       |
| 19. Januar | Giuseppe Belli                         | italienischer Soprankastrat                                        |       |       |
| 19. Januar | Hermann Caspar von Hanxleden zu Eickel | römisch-katholischer Geistlicher und Domherr in Münster und Minden |       |       |
| 20. Januar | Johann Ludwig Alefeld                  | deutscher Philosoph und Physiker                                   | 64    |       |
| 23. Januar | Giovanni Antonio Guardi                | italienischer Maler des Rokoko                                     | 60    |       |
| 27. Januar | Heinrich Jakob von Häckel              | kaiserlicher Offizier, Kunstsammler und Philanthrop                |       |       |
| Januar     | Peter von Carnap                       | Bürgermeister von Elberfeld                                        | 63    |       |
| Januar     | Gabriel Ambrosius Donath               | deutscher Maler                                                    |       |       |

## Februar
| Tag         | Name                                   | Beruf, bekannt als                                                                                            | Alter | Beleg |
| ----------- | -------------------------------------- | --- | ----- | ----- |
| 1. Februar  | Wilhelm VIII.                          | Landgraf von Hessen-Kassel                                                                                    | 77    |       |
| 5. Februar  | Agustín Ahumada y Villalón             | Vizekönig von Neuspanien                                                                                      |       |       |
| 10. Februar | Johann Friedrich von Lesgewang         | preußischer Staatsminister und Kriegsrat                                                                      | 78    |       |
| 11. Februar | Johann Franz Lüders                    | deutscher Hofmaler                                                                                            | 64    |       |
| 14. Februar | François Collin de Blamont             | französischer Komponist                                                                                       | 69    |       |
| 14. Februar | Johann Christian Mehlhorn              | deutscher evangelischer Theologe                                                                              | 61    |       |
| 14. Februar | Friedrich Carl von Pöllnitz            | kursächsisch-polnischer Oberhofmarschall und Liebhaber der Herzogin Henriette Charlotte von Sachsen-Merseburg | 77    |       |
| 14. Februar | Peter von Suhm                         | kursächsischer Generalleutnant und Geheimer Kriegsrat                                                         | 63    |       |
| 15. Februar | Karl Joseph August von Limburg-Styrum  | deutscher Adliger                                                                                             | 33    |       |
| 16. Februar | Christian Henning von Lange            | königlich preußischer Oberst und Chef des Altpreußisches Garnisons-Regiment No                                |       |       |
| 16. Februar | Friedrich Ferdinand von der Leyen      | Reichsgraf | 51    |       |
| 17. Februar | Franz Anton Danreiter                  | Salzburger Architekt, Hofgärtner und Zeichner                                                                 |       |       |
| 19. Februar | John Pole, 5. Baronet                  | britischer Adliger                                                                                            |       |       |
| 26. Februar | Jakob van der Auwera                   | Bildhauer | 88    |       |
| 27. Februar | Anna Magdalena Bach                    | deutsche Sängerin (Sopran), Zweite Ehefrau des Johann Sebastian Bach                                          | 58    |       |
| 27. Februar | Conrad Adam von Schickfuß und Neudorff | preußischer Landrat                                                                                           | 51    |       |
| 28. Februar | François Thurot                        | französischer Marineoffizier und Freibeuter                                                                   | 32    |       |
| 29. Februar | Giuseppe Monti                         | italienischer Botaniker, Naturwissenschaftler und Hochschullehrer                                             | 77    |       |

## März
| Tag      | Name                                   | Beruf, bekannt als                                                                | Alter | Beleg |
| -------- | -------------------------------------- | --------------------------------------------------------------------------------- | ----- | ----- |
| 1. März  | Franz Dominikus von Almesloe           | Titularbischof von Cambysopolis und Weihbischof in Breslau                        | 56    |       |
| 1. März  | Rupert Starch                          | Benediktiner und Kirchenrechtler                                                  | 60    |       |
| 4. März  | Friedrich Wilhelm Culemann             | deutscher Beamter                                                                 |       |       |
| 5. März  | Sebastian Haupt                        | österreichischer Altarbauer, Tischler und Kunsthandwerker                         |       |       |
| 13. März | Karl Wilhelm Gärtner                   | deutscher Rechtswissenschaftler und Jurist                                        | 59    |       |
| 14. März | Hedwig Luise von Hessen-Homburg        | Gräfin von Schlieben                                                              | 85    |       |
| 15. März | Václav Kazimír Netolický von Eisenberg | hoher Regierungs- und Hofbeamter im Königreich Böhmen                             | 60    |       |
| 23. März | Peter Hansen                           | deutscher evangelisch-lutherischer Geistlicher und Superintendent in Plön         | 73    |       |
| 23. März | Moritz Christian von Schwandes         | königlich preußischer Oberstleutnant und Kommandeur des Garnisons-Regiments Nr. 7 |       |       |
| 28. März | Wilhelm Ludwig von der Groeben         | preußischer Wirklicher Geheimer Etats- und Kriegsminister                         | 69    |       |
| 28. März | Peg Woffington                         | irische Schauspielerin                                                            |       |       |

## April
| Tag       | Name                          | Beruf, bekannt als                                                  | Alter | Beleg |
| --------- | ----------------------------- | ------------------------------------------------------------------- | ----- | ----- |
| 3. April  | Jacob Winslow                 | dänischer Anatom in Paris                                           | 90    |       |
| 8. April  | August Johann von Hugo        | deutscher Mediziner                                                 | 73    |       |
| 10. April | George Clifford III.          | niederländischer Jurist und Naturliebhaber                          | 75    |       |
| 10. April | Jean Lebeuf                   | französischer römisch-katholischer Geistlicher und Historiker       | 73    |       |
| 11. April | Moritz von Anhalt-Dessau      | preußischer Heerführer                                              | 47    |       |
| 11. April | Adolph Bogislaff von Kleist   | preußischer Offizier und Ritter des Ordens Pour le Mérite           |       |       |
| 11. April | Louis de Silvestre            | französischer Maler                                                 | 84    |       |
| 12. April | Ernst Gottlieb Baron          | deutscher Komponist, Musiktheoretiker und Lautenist                 | 64    |       |
| 13. April | Nicolaus von Suhm             | sächsischer Diplomat                                                | 63    |       |
| 17. April | Wilhelm Ernst von Buddenbrock | preußischer Major, Kommandeur des 1. Stehenden Grenadier-Bataillons |       |       |
| 19. April | Johann Christian Löwen        | deutscher Gärtner und Baumeister                                    |       |       |
| 22. April | Agostino Maria Neuroni        | Bischof von Como                                                    | 70    |       |
| 24. April | Joseph Karl Huber             | österreichischer Schauspieler und Bühnenschriftsteller              |       |       |
| 24. April | Michele Mascitti              | italienischer Violinist und Komponist des Barock                    |       |       |
| 24. April | Georg Ludwig Oeder            | deutscher evangelischer Theologe und Philosoph                      | 66    |       |

## Mai
| Tag     | Name                                             | Beruf, bekannt als                                        | Alter | Beleg |
| ------- | ------------------------------------------------ | --------------------------------------------------------- | ----- | ----- |
| 1. Mai  | Christiana Mariana von Ziegler                   | deutsche Schriftstellerin                                 | 64    |       |
| 2. Mai  | Georg Ludwig von Urff                            | landgräflich hessen-kasseler Generalleutnant              | 61    |       |
| 2. Mai  | Ludwig Adolph von Zech                           | deutscher Politiker                                       | 76    |       |
| 9. Mai  | Nikolaus Ludwig von Zinzendorf                   | deutscher lutherisch-pietistischer Theologe               | 59    |       |
| 10. Mai | Christoph Graupner                               | deutscher Komponist des Spätbarock                        | 77    |       |
| 11. Mai | Alaungpaya                                       | birmanischer König und Begründer der Konbaung-Dynastie    | 45    |       |
| 12. Mai | Dominikus Hermengild Herberger                   | Bildhauer des Barock und Rokoko                           | 65    |       |
| 21. Mai | Anna Nitschmann                                  | Liederdichterin                                           | 44    |       |
| 22. Mai | Israel ben Elieser                               | Begründer des Chassidismus                                |       |       |
| 25. Mai | Engelbert von Syrgenstein                        | deutscher Abt, Fürstabt im Fürststift Kempten (1747–1760) | 66    |       |
| 27. Mai | Giacomo Rampini                                  | italienischer Komponist                                   |       |       |
| 30. Mai | Johanna Elisabeth von Schleswig-Holstein-Gottorf | Fürstin von Anhalt-Zerbst, Mutter der Zarin Katharina II. | 47    |       |
| 31. Mai | Paul Hannong                                     | Fayence- und Porzellanhersteller                          |       |       |
| Mai     | Hanns Christoph Wagener                          | deutscher Architekt und Bauingenieur                      |       |       |

## Juni
| Tag      | Name                              | Beruf, bekannt als                                                                                              | Alter | Beleg |
| -------- | --------------------------------- | --- | ----- | ----- |
| 4. Juni  | August Nathanael Grischow         | deutscher Mathematiker und Astronom                                                                             | 33    |       |
| 7. Juni  | Anton Burglechner                 | österreichischer Pfarrer                                                                                        | 67    |       |
| 8. Juni  | Sallustio Bandini                 | italienischer Geistlicher, Politiker und Wirtschaftswissenschaftler                                             | 83    |       |
| 13. Juni | Antoine Court                     | französischer evangelischer Kleriker                                                                            | 64    |       |
| 15. Juni | Friedrich Moritz von Pöllnitz     | königlich großbritannischer und kurbraunschweigisch-lüneburgischer Generalmajor und Chef eines Reiter-Regiments | 71    |       |
| 15. Juni | Emo Lucius Vriemoet               | deutscher reformierter Theologe und Orientalist                                                                 | 60    |       |
| 17. Juni | Louis-Guy de Guérapin de Vauréal  | französischer römisch-katholischer Bischof und Diplomat                                                         | 72    |       |
| 22. Juni | Joaquín Fernández de Portocarrero | spanischer Geistlicher und Kardinal der Römischen Kirche                                                        | 79    |       |
| 23. Juni | Hans Siegismund von Koschenbahr   | preußischer Major und Chef des Grenadier-Bataillon Nr. 5                                                        | 51    |       |
| 23. Juni | Peter Christoph von Wopersnow     | russischer Major                                                                                                |       |       |
| 24. Juni | Jean-Baptiste de Mirabaud         | französischer Philosoph, Autor und Übersetzer                                                                   |       |       |
| 25. Juni | Anton Roschmann                   | Tiroler Historiker und Bibliothekar                                                                             | 65    |       |
| 30. Juni | Teresa Albuzzi-Todeschini         | italienische Opernsängerin                                                                                      | 36    |       |
| 30. Juni | Johann August von Schönfeld       | sachsen-coburg-saalfeldischer Regierungsrat                                                                     |       |       |

## Juli
| Tag      | Name                                         | Beruf, bekannt als                                                                                         | Alter | Beleg |
| -------- | -------------------------------------------- | --- | ----- | ----- |
| 1. Juli  | Franz Wilhelm von Happe                      | preußischer Geheimer Etats- und Kriegsrat und Staatsminister                                               | 72    |       |
| 5. Juli  | Germann August Ellrod                        | deutscher evangelischer Geistlicher und Hochschullehrer                                                    | 50    |       |
| 6. Juli  | Friedrich Wagner                             | deutscher Theologe                                                                                         | 67    |       |
| 9. Juli  | Christian Schwarzkopf                        | deutscher Zimmermeister und kurhannoverscher Bergbauingenieur                                              |       |       |
| 12. Juli | Karl Heinrich Anton von Ascheberg zu Venne   | Domherr in Münster und Minden                                                                              | 41    |       |
| 13. Juli | Conrad Weiser                                | amerikanischer Siedler, Dolmetscher und Diplomat im Franzosen- und Indianerkrieg                           | 63    |       |
| 14. Juli | William Maxwell, 2. Baronet                  | schottisch-britischer Adliger                                                                              | 56    |       |
| 15. Juli | Lorenz Ludwig von Below                      | preußischer Generalleutnant                                                                                |       |       |
| 16. Juli | Johann Heinrich Callenberg                   | deutscher Orientalist und Theologe                                                                         | 66    |       |
| 16. Juli | Christian Stephan Scheffel                   | deutscher Mediziner und Botaniker                                                                          | 66    |       |
| 22. Juli | Charles de Bourbon-Condé, comte de Charolais | französischer Prinz und Libertin                                                                           | 60    |       |
| 29. Juli | Heinrich Graf von Podewils                   | königlich preußischer Wirklicher Geheimer Staats-, Kriegs- und Kabinettsminister                           | 63    |       |
| 30. Juli | James De Lancey                              | Gouverneur der englischen Kolonie New York                                                                 | 56    |       |
| Juli     | Hans Albrecht von Polenz                     | preußischer Oberst und Chef des Königsberger Land-Regiment, Herr auf Progen und Erbhauptmann von Allenburg |       |       |

## August
| Tag        | Name                            | Beruf, bekannt als                                                                               | Alter | Beleg |
| ---------- | ------------------------------- | ------------------------------------------------------------------------------------------------ | ----- | ----- |
| 5. August  | Johann Christian Nelkenbrecher  | deutscher Autor, Mathematiker                                                                    |       |       |
| 7. August  | Joseph Matthias Götz            | deutscher Bildhauer des Rokoko                                                                   | 64    |       |
| 10. August | Paulus Züblin                   | Schweizer Plantagenbesitzer, Sklavenhalter und Justizrat in der niederländischen Kolonie Berbice | 50    |       |
| 12. August | Nicolaus Ephraim Bach           | deutscher Komponist und Organist                                                                 |       |       |
| 12. August | Karl Gotthelf Müller            | deutscher Rhetoriker, Dichter und lutherischer Theologe                                          | 43    |       |
| 13. August | Friedrich Ludwig II. von Rochow | polnischer und sächsischer Kammerherr                                                            | 59    |       |
| 15. August | Heinrich August Schumacher      | deutscher Historiker und Pädagoge                                                                | 76    |       |
| 24. August | Johann Baptist Dannegger        | Abt des Chorherrenstifts Kreuzlingen                                                             | 78    |       |
| 26. August | Friedrich Wilhelm von Brühl     | preußischer und sächsischer Geheimer Rat und Landeshauptmann                                     | 61    |       |

## September
| Tag           | Name                                 | Beruf, bekannt als | Alter | Beleg |
| ------------- | ------------------------------------ | --- | ----- | ----- |
| 1. September  | Melchior Conrad Cramer               | deutscher Arzt, erster Leibmedicus und Hochfürstlich Brandenburg-Onolzbachischer Geheimer Rat                          | 88    |       |
| 1. September  | Jost Friedrich Ludwig von Stechow    | preußischer Oberstleutnant                                                                                             |       |       |
| 4. September  | Hermann Heinrich von Engelbrecht     | deutscher Jurist | 51    |       |
| 10. September | Arnold Gottfried Benser              | deutscher Kaufmann und Ratsherr der Hansestadt Lübeck                                                                  |       |       |
| 10. September | Johann Ehrenfried Charisius          | Bürgermeister von Stralsund (1733–1760)                                                                                | 75    |       |
| 11. September | Louis Godin                          | französischer Astronom                                                                                                 | 56    |       |
| 13. September | Sigmund Heinrich zu Buchenbach       | schwäbischer Generalmajor                                                                                              | 75    |       |
| 13. September | Johann Theodor Eller                 | preußischer Mediziner und Chemiker                                                                                     | 70    |       |
| 13. September | Guy-Auguste de Rohan-Chabot          | französischer Aristokrat und Militär                                                                                   | 77    |       |
| 14. September | Caspar Jakob Huth                    | deutscher evangelischer Theologe und Hochschullehrer                                                                   | 48    |       |
| 16. September | Louis-Charles Fougeret de Monbron    | französischer Schriftsteller                                                                                           | 53    |       |
| 23. September | Adam Ludwig von Blumenthal           | preußischer Staats- und Kriegsminister, Ritter des Schwarzen-Adler-Ordens                                              | 69    |       |
| 24. September | August Christian von Bülow           | königlich preußischer Major, Generaladjutant des Herzogs Ferdinand von Braunschweig, Kommandeur des Legion Britannique |       |       |
| 24. September | John Weaver                          | britischer Tänzer, Pantomime, Choreograf und Tanzhistoriker                                                            | 87    |       |
| 26. September | Johann Friedrich I. von Degenfeld    | Herr auf Neuhaus und Eulenhof                                                                                          | 76    |       |
| 27. September | Maria Amalia von Sachsen             | Prinzessin von Sachsen                                                                                                 | 35    |       |
| 29. September | Johann Heumann von Teutschenbrunn    | deutscher Diplomatiker und Rechtshistoriker                                                                            | 49    |       |
| 30. September | Maria Coventry, Countess of Coventry | britische Aristokratin                                                                                                 | 28    |       |

## Oktober
| Tag         | Name                           | Beruf, bekannt als | Alter | Beleg |
| ----------- | ------------------------------ | --- | ----- | ----- |
| 5. Oktober  | Gottfried Mascov               | deutscher Rechtswissenschaftler                                                                                               | 62    |       |
| 8. Oktober  | Johann Philipp Andreae         | deutscher Mathematiker, Globenmacher, Mechanikus, Sonnenuhr- und Kompaßmacher sowie Herausgeber                               | 60    |       |
| 9. Oktober  | Johann Christoph Manskirsch    | Bildhauer | 71    |       |
| 10. Oktober | Jacob Hardmann                 | deutscher Jesuit, Philosoph, Theologe und Hochschullehrer                                                                     | 40    |       |
| 11. Oktober | Georg Friedrich von Sommerfeld | königlich großbritannischer und kurbraunschweiger General der Infanterie, Chef der Garde zu Fuß sowie Gouverneur von Hannover | 73    |       |
| 12. Oktober | Johann Friedrich Stoy          | deutscher evangelischer Theologe                                                                                              | 60    |       |
| 16. Oktober | Adolph Ludwig zu Solms         | königlich-polnischer und kurfürstlich-sächsischer Kammerherr und Rittergutsbesitzer                                           | 54    |       |
| 23. Oktober | Heinrich Christoph von Katte   | preußischer Kriegsminister | 61    |       |
| 25. Oktober | Georg II.                      | König von Großbritannien (1727–1760)                                                                                          | 76    |       |
| 27. Oktober | Antonín Koniáš                 | tschechischer Jesuiten-Priester, Missionär und Schriftsteller                                                                 | 69    |       |
| 28. Oktober | Andrea Adolfati                | italienischer Opernkomponist                                                                                                  |       |       |
| 30. Oktober | Christian Ludwig Liscow        | deutscher Satiriker | 59    |       |
| Oktober     | Girolamo Abos                  | maltesischer Komponist des Spätbarock                                                                                         | 44    |       |

## November
| Tag          | Name                             | Beruf, bekannt als                                                                                        | Alter | Beleg |
| ------------ | -------------------------------- | --- | ----- | ----- |
| 3. November  | Wilhelm von Anhalt               | Graf von Anhalt                                                                                           | 33    |       |
| 7. November  | Daniel Abbott                    | britischer Politiker                                                                                      | 78    |       |
| 10. November | Nikolaus Andreas von Katzler     | königlich preußischer Generalleutnant, Chef des Regiments Gensdarmes und Ritter des Schwarzen Adlerordens | 64    |       |
| 11. November | Frederik Winter                  | deutscher Mediziner                                                                                       | 48    |       |
| 12. November | Christian Gneomar von Puttkamer  | preußischer Oberstleutnant und Kommandeur eines Grenadierbataillon                                        |       |       |
| 13. November | Jean-Baptiste de La Noue         | französischer Schauspieler                                                                                | 59    |       |
| 15. November | Alexander Gawrilowitsch Golowkin | russischer Gesandter in Berlin, Paris und im Haag                                                         | 72    |       |
| 18. November | Willem van Irhoven               | niederländischer reformierter Theologe                                                                    | 62    |       |
| 19. November | Christoph Matthäus Pfaff         | deutscher evangelischer Theologe                                                                          | 73    |       |
| 22. November | Charles Alston                   | schottischer Mediziner und Botaniker                                                                      | 75    |       |
| 28. November | Pietro Paolo Vasta               | italienischer Maler                                                                                       | 63    |       |
| 30. November | Friederike Caroline Neuber       | deutsche Schauspielerin und Dramatikerin                                                                  | 63    |       |

## Dezember
| Tag          | Name                                       | Beruf, bekannt als                                   | Alter | Beleg |
| ------------ | ------------------------------------------ | ---------------------------------------------------- | ----- | ----- |
| 6. Dezember  | Roque Ceruti                               | peruanischer Komponist                               |       |       |
| 8. Dezember  | Francesco Conti                            | italienischer Maler                                  | 78    |       |
| 9. Dezember  | Josef Ferdinand Fromiller                  | österreichischer Maler                               |       |       |
| 11. Dezember | Johann Wilhelm Gloger                      | deutscher Orgelbauer                                 |       |       |
| 14. Dezember | Andrija Kačić Miošić                       | Dichter und Franziskaner                             | 56    |       |
| 14. Dezember | Georg Peter Zenckel                        | deutscher evangelischer Theologe und Hochschullehrer | 43    |       |
| 15. Dezember | Leopold Friedrich von Egkh und Hungersbach | Bischof von Olmütz                                   | 64    |       |
| 21. Dezember | Philipp Hieronymus Brinckmann              | Barocker Maler und Kupferstecher                     |       |       |
| 22. Dezember | Giuseppe Besozzi                           | italienischer Oboist und Komponist                   |       |       |
| 24. Dezember | Philipp Jacob Borel                        | deutscher Mediziner und Hochschullehrer              | 45    |       |
| 25. Dezember | Wilhelm von Pfalz-Gelnhausen               | kaiserlicher Generalfeldmarschall                    | 59    |       |
| 31. Dezember | Jean Moreau de Séchelles                   | französischer Politiker und Verwalter                | 70    |       |

## Datum unbekannt
| Tag | Name                          | Beruf, bekannt als                                           | Alter | Beleg |
| --- | ----------------------------- | ------------------------------------------------------------ | ----- | ----- |
|     | Giovanni Carestini            | italienischer Kastrat und Sänger                             |       |       |
|     | François-Louis Colins         | französischer Maler, Restaurator und Kunsthändler            |       |       |
|     | John Colson                   | britischer Mathematiker                                      |       |       |
|     | John Cope                     | britischer General und Mitglied des Parlaments               |       |       |
|     | Dietrich Gotthard Eckard      | deutscher Jurist                                             |       |       |
|     | Anton Fils                    | deutscher Komponist (begraben 14. März)                      |       |       |
|     | Jean-Baptiste Le Mascrier     | französischer Geistlicher und Autor                          |       |       |
|     | Abraham Elias Model           | Hoffaktor im Fürstentum Oettingen                            |       |       |
|     | Claude Moët                   | französischer Winzer und Weinhändler                         |       |       |
|     | Hans Albrecht von Plüskow     | Kommandant der niederländischen Ostindien-Kompanie auf Timor |       |       |
|     | Takahara Peichin              | okinawanischer Kampfkunstmeister des Tōde und Kobudo         |       |       |
|     | Jakob Singer                  | österreichischer Barockbaumeister                            |       |       |
|     | Louis-Urbain-Aubert de Tourny | französischer Intendant (hoher Verwaltungsbeamter)           |       |       |
|     | Peter Widerin                 | österreichischer Bildhauer                                   |       |       |